# Puchar Europy w skokach narciarskich 1985/1986
Puchar Europy w skokach narciarskich 1985/1986 – rozpoczął się 26 grudnia 1985 w Sankt Moritz na skoczni Olympiaschanze, a zakończył 6 kwietnia 1986 w Feldberg na skoczni Feldbergschanze. W ramach cyklu rozegrano 24 indywidualne konkursy. Zwycięzcą klasyfikacji generalnej został Bułgar Walentin Bożiczkow. 

## Wyniki zawodów
| Lp.                                                                                      | Data                                          | Miejscowość                                   | Skocznia                                      | Punkt K                                       | Uwagi                                         | 1. miejsce              | 2. miejsce          | 3. miejsce         |
| ---------------------------------------------------------------------------------------- | --------------------------------------------- | --------------------------------------------- | --------------------------------------------- | --------------------------------------------- | --------------------------------------------- | ----------------------- | ------------------- | ------------------ |
| 1.                                                                                       | 26 grudnia 1985                               | Sankt Moritz                                  | Olympiaschanze                                | K-94                                          | -                                             | Roger Ruud              | Andreas Bauer       | Stein Gruben       |
| 2.                                                                                       | 29 grudnia 1985                               | Sankt Aegyd                                   | Klaushoferschanze                             | K-73                                          | -                                             | Adolf Hirner            | Jiří Malec          | Walentin Bożiczkow |
| 3.                                                                                       | 10 stycznia 1986                              | Tarvisio                                      | Trampolino Fratelli Nogara                    | K-80                                          | TTP                                           | Antonio Lacedelli       | Paolo Rigoni        | Clas-Brede Bråthen |
| 4.                                                                                       | 11 stycznia 1986                              | Villach                                       | Alpenarena                                    | K-80                                          | TTP                                           | Per-Mårten Olsrud       | Massimo Rigoni      | Rolf Schilli       |
| 5.                                                                                       | 12 stycznia 1986                              | Planica                                       | Srednija Velikanka                            | K-90                                          | TTP                                           | Miran Tepeš             | Antonio Lacedelli   | Tomaž Dolar        |
| Turniej Trzech Państw – klasyfikacja końcowa                                             | Turniej Trzech Państw – klasyfikacja końcowa  | Turniej Trzech Państw – klasyfikacja końcowa  | Turniej Trzech Państw – klasyfikacja końcowa  | Turniej Trzech Państw – klasyfikacja końcowa  | Turniej Trzech Państw – klasyfikacja końcowa  | Antonio Lacedelli       | Per-Mårten Olsrud   | Massimo Rigoni     |
| 6.                                                                                       | 18 stycznia 1986                              | Les Rousses                                   | Omnibus                                       | K-70(?)                                       | GPoN                                          | Massimo Rigoni          | Walentin Bożiczkow  | Josef Heumann      |
| 7.                                                                                       | 19 stycznia 1986                              | Le Brassus                                    | Tremplin de la Chirurgienne                   | K-104                                         | GPoN                                          | Børge Benum             | Matjaž Žagar        | Florian Treves     |
| Grand Prix of Nations – klasyfikacja końcowa                                             | Grand Prix of Nations – klasyfikacja końcowa  | Grand Prix of Nations – klasyfikacja końcowa  | Grand Prix of Nations – klasyfikacja końcowa  | Grand Prix of Nations – klasyfikacja końcowa  | Grand Prix of Nations – klasyfikacja końcowa  | Børge Benum             | Massimo Rigoni      | Matjaž Žagar       |
| 8.                                                                                       | 25 stycznia 1986                              | Willingen                                     | Mühlenkopfschanze                             | K-110                                         | -                                             | Paul Erat               | Georg Waldvogel     | Werner Haim        |
| 9.                                                                                       | 26 stycznia 1986                              | Willingen                                     | Mühlenkopfschanze                             | K-110                                         | -                                             | Halvor Persson          | Günther Stranner    | Werner Haim        |
| 10.                                                                                      | 16 lutego 1986                                | Mátraháza                                     | Síugrás                                       | K-83                                          | -                                             | Władimir Brejczew       | Jens Schreiber      | Tomáš Portyk       |
| 11.                                                                                      | 16 lutego 1986                                | Seefeld                                       | Toni-Seelos-Olympiaschanze                    | K-90                                          | -                                             | Jens Weißflog           | Ulf Findeisen       | Holger Freitag     |
| 12.                                                                                      | 22 lutego 1986                                | Sarajewo                                      | Igman Olympic Jumps                           | K-112                                         | -                                             | Walentin Bożiczkow      | Janez Debelak       | Miroslav Slušný    |
| 13.                                                                                      | 23 lutego 1986                                | Travnik                                       | Vlašić Skakaonica                             | K-87                                          | -                                             | Walentin Bożiczkow      | Bojan Globocnik     | Jiří Raška jr      |
| 14.                                                                                      | 2 marca 1986                                  | La Molina                                     | Trampolín Albert Bofill Mosella               | K-75                                          | PKr                                           | Georg Waldvogel         | Bernat Solà         | Bernard Guillaume  |
| 15.                                                                                      | 5 marca 1986                                  | Oernskoeldsvik                                | Paradiskullen                                 | K-90                                          | -                                             | Bohumil Vacek           | Jan Boklöv          | Ari-Pekka Nikkola  |
|                                                                                          |                                               |                                               |                                               |                                               |                                               |                         |                     |                    |
| Mistrzostwa Świata w Lotach Narciarskich 1986 • Bad Mitterndorf/Tauplitz, 8–9 marca 1986 |                                               |                                               |                                               |                                               |                                               |                         |                     |                    |
|                                                                                          |                                               |                                               |                                               |                                               |                                               |                         |                     |                    |
| 16.                                                                                      | 8 marca 1986                                  | Schönwald                                     | Adlerschanze                                  | K-85                                          | TSch                                          | Georg Waldvogel         | Per-Mårten Olsrud   | Miroslav Daněk     |
| 17.                                                                                      | 9 marca 1986                                  | Neustadt                                      | Hochfirstschanze                              | K-90                                          | TSch                                          | Jon Inge Kjørum         | Günther Stranner    | Janez Stirn        |
| Turniej Schwarzwaldzki – klasyfikacja końcowa                                            | Turniej Schwarzwaldzki – klasyfikacja końcowa | Turniej Schwarzwaldzki – klasyfikacja końcowa | Turniej Schwarzwaldzki – klasyfikacja końcowa | Turniej Schwarzwaldzki – klasyfikacja końcowa | Turniej Schwarzwaldzki – klasyfikacja końcowa | Georg Waldvogel         | Tomaž Dolar         | Jon Inge Kjørum    |
| 18.                                                                                      | ? marca 1986                                  | Solleftea                                     | Hallstabacken                                 | K-108                                         | -                                             | Peter Rohwein           | Jan Boklöv          | Ari-Pekka Nikkola  |
| 19.                                                                                      | 9 marca 1986                                  | Falun                                         | Lugnet                                        | K-90                                          | -                                             | Jan Boklöv              | Jan Henrik Trøen    | Staffan Tällberg   |
| 20.                                                                                      | 21 marca 1986                                 | Sprova                                        | Steinfjellbakken                              | K-90                                          | -                                             | Ole Christian Eidhammer | Ake Norman          | Bernat Solà        |
| 21.                                                                                      | 22 marca 1986                                 | Szczyrbskie Jezioro                           | MS 1970 B                                     | K-90                                          | -                                             | Bohumil Vacek           | Miroslav Polák      | Ivan Sindler       |
| 22.                                                                                      | 23 marca 1986                                 | Szczyrbskie Jezioro                           | MS 1970 B                                     | K-90                                          | -                                             | Miroslav Polák          | Trond Arne Bredesen | Jiří Malec         |
| 23.                                                                                      | 23 marca 1986                                 | Meldal                                        | Kløvsteinbakken                               | K-105                                         | -                                             | Jan Henrik Trøen        | Børge Benum         | Bernat Solà        |
| 24.                                                                                      | 5 kwietnia 1986                               | Heggelia                                      | Bardufoss                                     | K-?                                           | -                                             | Franz Neuländtner       | Halvor Persson      | Tuomo Ylipulli     |
| 25.                                                                                      | 6 kwietnia 1986                               | Feldberg                                      | Feldbergschanze                               | K-85                                          | -                                             | Jiří Parma              | Thomas Klauser      | Primož Ulaga       |